# الذراع (زغوان)
الذِرَاع قرية تقع في معتمدية الفحص بولاية زغوان بالوسط التونسي.

### مواضيع ذات علاقة
- معتمدية الفحص.
- ولاية زغوان.